# Siekierno-Smyków
Siekierno-Smyków – część wsi Siekierno-Przedgrab w Polsce, położona w województwie świętokrzyskim, w powiecie kieleckim, w gminie Bodzentyn.
W latach 1975–1998 Siekierno-Smyków należało administracyjnie do województwa kieleckiego.